# Saison 6 de The Expanse
Chronologie
Saison 5
Cet article présente la sixième saison de la série télévisée The Expanse.

## Synopsis de la saison
Après que la Flotte libre se soit emparée de l'Anneau protomoléculaire du système solaire et de la station Médina, qui contrôle la zone de transit entre les différents Anneaux protomoléculaires, la Terre et Mars découvrent avec stupeur qu'une partie significative de la Flotte martienne s'est alliée à Inaros et est partie fonder une nouvelle colonie dans le système Laconia. Six mois après cette défaite, la Terre et Mars sont bombardés continuellement par les astéroïdes d'Inaros; tandis que la Ceinture a juré allégeance à la Flotte Libre. Mais une mission de reconnaissance du Rossinante débouche sur une victoire majeure qui permet à la nouvelle Flotte coalisée Terre-Mars de passer à l'offensive; tandis que la politique d'Inaros est progressivement contestée au sein de la Ceinture et jusque dans sa propre famille.

## Distribution

### Acteurs principaux
- Steven Strait (VF : Maxime Van Santfoort)[1] : James « Jim » Holden
- Dominique Tipper (VF : Mélissa Windal) : Naomi Nagata
- Wes Chatham (VF : Nicolas Matthys) : Amos Burton
- Shohreh Aghdashloo (VF : Francine Laffineuse) : Secrétaire Générale Chrisjen Avasarala
- Frankie Adams (VF : Myriem Akheddiou) : Roberta « Bobbie » Draper
- Cara Gee (VF : Marcha Van Boven) : Camina Drummer, dirigeante de la faction modérée de l'APE
- Keon Alexander : Marco Inaros, commandant en chef de la Flotte Libre
- Jasai Chase Owens : Filip Inaros, fils de Marco Inaros et Naomi Nagata et officier de la Flotte Libre
- Nadine Nicole : Clarissa Melpomene Mao, fille aînée de Jules-Pierre Mao

### Acteurs récurrents
- Joanne Vannicola : Nico Sanjrani, administratrice de la station Cérès
- Kathleen Robertson : Rosenfeld Guoliang, commandant en second de Marco Inaros et de la Flotte Libre
- Anna Hopkins : Monica Stuart, journaliste
- Dylan Taylor : Amiral Winston Duarte, chef militaire de Laconia
- Conrad Coates : Amiral Sidiqi, représentant de la Flotte des Nations unies au sein de la Flotte coalisée Terre-Mars
- Krista Bridges : Amirale Sandrine Kirino, représentante de la Flotte Martienne au sein de la Flotte coalisée Terre-Mars
- Ted Dykstra : Gareth, assistant de Christjen Avasarala
- Joe Perry : Tadeo, technicien de la Flotte Libre et ami de Philip Inaros
- Emma Ho : Cara Bisset, colon de Laconia
- Vanessa Smythe : Michio Pa, une des épouses de Camina Drummer
- Samer Salem : Josep, un des époux de Camina Drummer et pilote de la famille
- Stuart Hughes : Capitaine Liang Walker, membre dissident de la Flotte Libre

## Liste des épisodes
1. D’étranges chiens
2. L'Azure Dragon
3. Force de projection
4. Redoute
5. Ce pour quoi nous nous battons
6. Les cendres de Babylone

### Épisode 1:D’étranges chiens
- Joanne Vannicola (Nico Sanjrani)
- Kathleen Robertson (Rosenfeld Guoliang)
- Anna Hopkins (Monica Stuart)
- Ted Dykstra (Gareth)
- Emma Ho (Cara Bisset)
- Vanessa Smythe (Michio Pa)
- Samer Salem (Josep)

### Épisode 2:L'Azure Dragon
- Joanne Vannicola (Nico Sanjrani)
- Kathleen Robertson (Rosenfeld Guoliang)
- Anna Hopkins (Monica Stuart)
- Conrad Coates (Amiral Sidiqi)
- Stuart Hughes (Capitaine Liang Walker)
- Ted Dykstra (Gareth)
- Emma Ho (Cara Bisset)
- Vanessa Smythe (Michio Pa)
- Samer Salem (Josep)

### Épisode 3:Force de projection
- Joanne Vannicola (Nico Sanjrani)
- Kathleen Robertson (Rosenfeld Guoliang)
- Anna Hopkins (Monica Stuart)
- Krista Bridges (Amirale Sandrine Kirino)
- Conrad Coates (Amiral Sidiqi)
- Stuart Hughes (Capitaine Liang Walker)
- Ted Dykstra (Gareth)
- Emma Ho (Cara Bisset)
- Vanessa Smythe (Michio Pa)
- Samer Salem (Josep)
- Terry Chen (Dr Praxidike Meng)
- Elizabeth Mitchell (Anna Volovodov)

### Épisode 4:Redoute
- Joanne Vannicola (Nico Sanjrani)
- Kathleen Robertson (Rosenfeld Guoliang)
- Anna Hopkins (Monica Stuart)
- Krista Bridges (Amirale Sandrine Kirino)
- Conrad Coates (Amiral Sidiqi)
- Stuart Hughes (Capitaine Liang Walker)
- Joe Perry (Tadeo)
- Dylan Taylor (Amiral Winston Duarte)
- Ted Dykstra (Gareth)
- Emma Ho (Cara Bisset)
- Vanessa Smythe (Michio Pa)
- Samer Salem (Josep)

### Épisode 5:Ce pour quoi nous nous battons
- Joanne Vannicola (Nico Sanjrani)
- Kathleen Robertson (Rosenfeld Guoliang)
- Anna Hopkins (Monica Stuart)
- Krista Bridges (Amirale Sandrine Kirino)
- Conrad Coates (Amiral Sidiqi)
- Hannah Gallant (Amirale Macuzza)
- Joe Perry (Tadeo)
- Ted Dykstra (Gareth)
- Emma Ho (Cara Bisset)
- Vanessa Smythe (Michio Pa)
- Samer Salem (Josep)
- Lyndie Greenwood (Dr Elvi Okoye)

### Épisode 6:Les Cendres de Babylone
- Kathleen Robertson (Rosenfeld Guoliang)
- Conrad Coates (Amiral Sidiqi)
- Hannah Gallant (Amirale Macuzza)
- Stuart Hughes (Capitaine Liang Walker)
- Dylan Taylor (Amiral Winston Duarte)
- Ted Dykstra (Gareth)
- Emma Ho (Cara Bisset)
- Jordan Dawson (Lieutenant Porter)
- Vanessa Smythe (Michio Pa)
- Samer Salem (Josep)
- Beau Dixon (Premier ministre martien)